# Крістіан фон Бюлов
Крістіан фон Бюлов (дан. Christian von Bülow, 14 грудня 1917 — 13 січня 2002) — данський яхтсмен.
Олімпійський чемпіон 1964 року в класі Дракон, срібний призер 1956 року в класі Дракон.